# 七粒星
《七粒星》，李金福著。這是公認的第一部華人馬來語小說。1886年至1887年期間分8卷出版，總篇幅達500頁。

## 備註
1. ↑  此為荷蘭式拼法，白話字正寫法表記為 Chhit Lia̍p Seng；台羅: Tshit Lia̍p Sing。

## 腳註
1. ↑  Tio 1958，第84–86頁.